# Stangenantrieb (Eisenbahn)

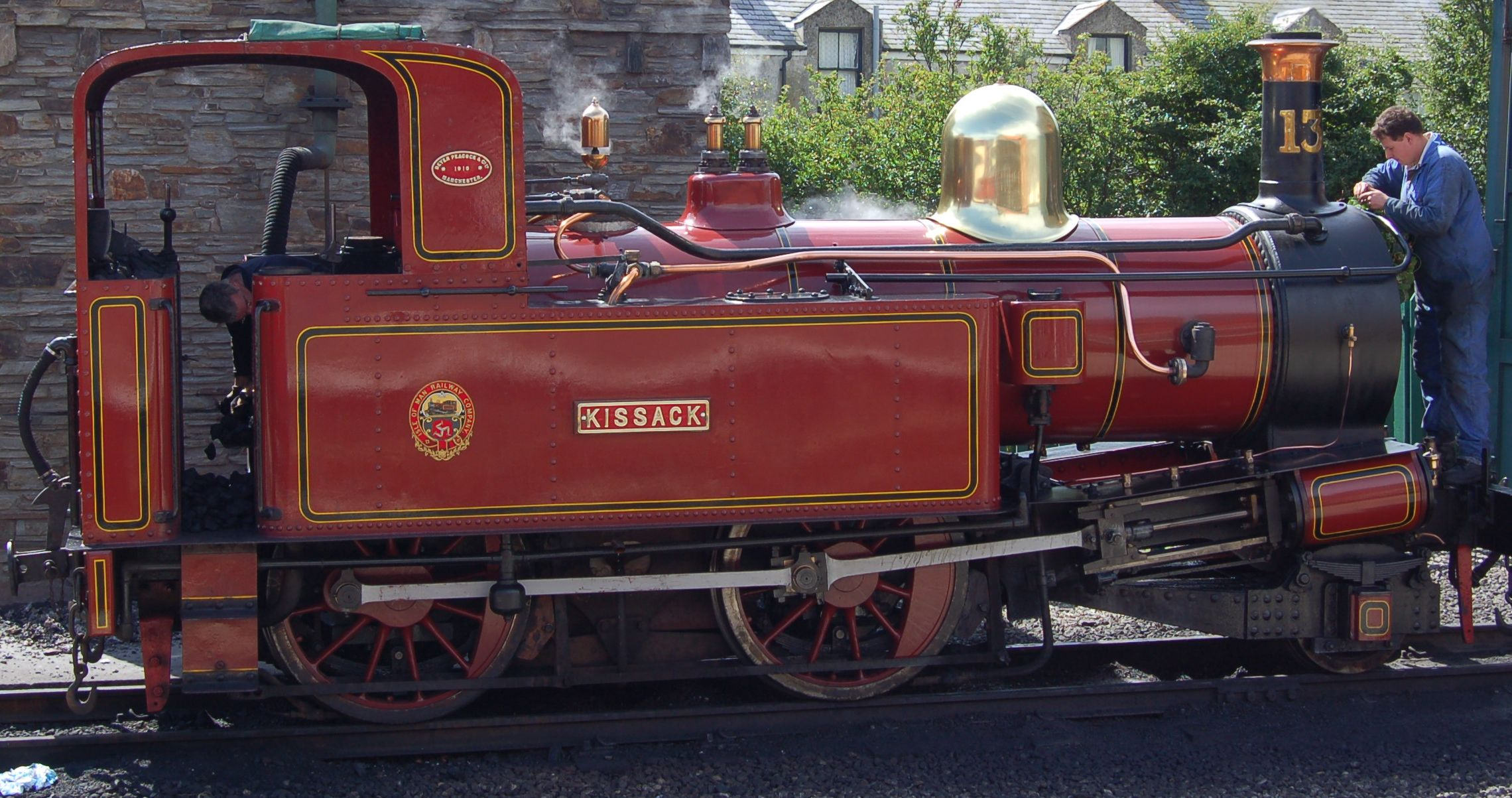
Dampflokomotive mit Antrieb auf ersten Kuppelradsatz (Treibradsatz), die Zylinder sind für das ungehinderte seitliche Ausschwenken der Laufachse geneigt eingebaut; die Steuerung ist innenliegend

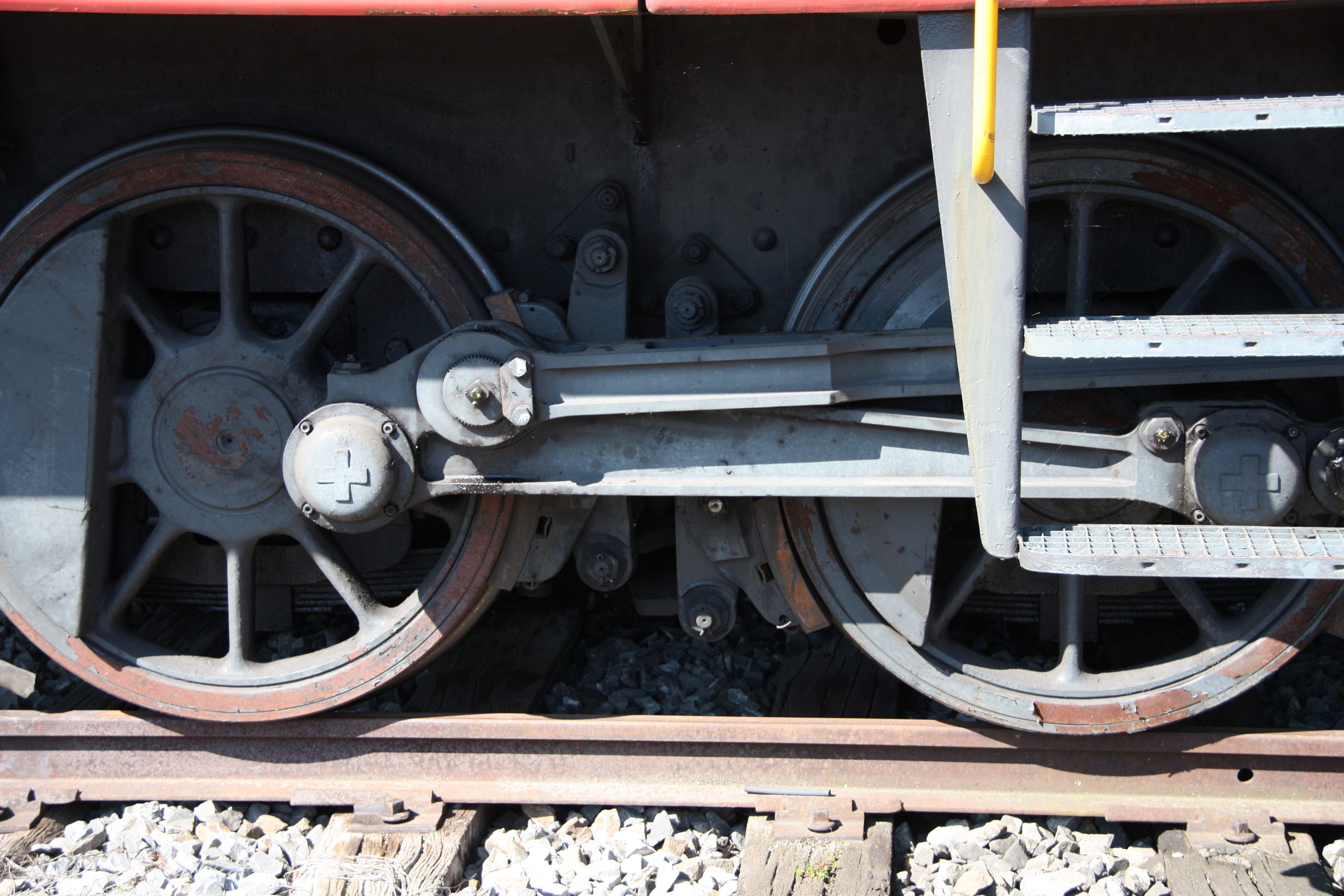
Elektrolokomotive mit Winterthur-Schrägstangenantrieb der SLM. Die von der Vorgelegewelle ausgehende Treibstange greift hier nicht direkt am Kurbelzapfen eines Treibradsatzes, sondern an der zwei Radsätze verbindenden Kuppelstange an.

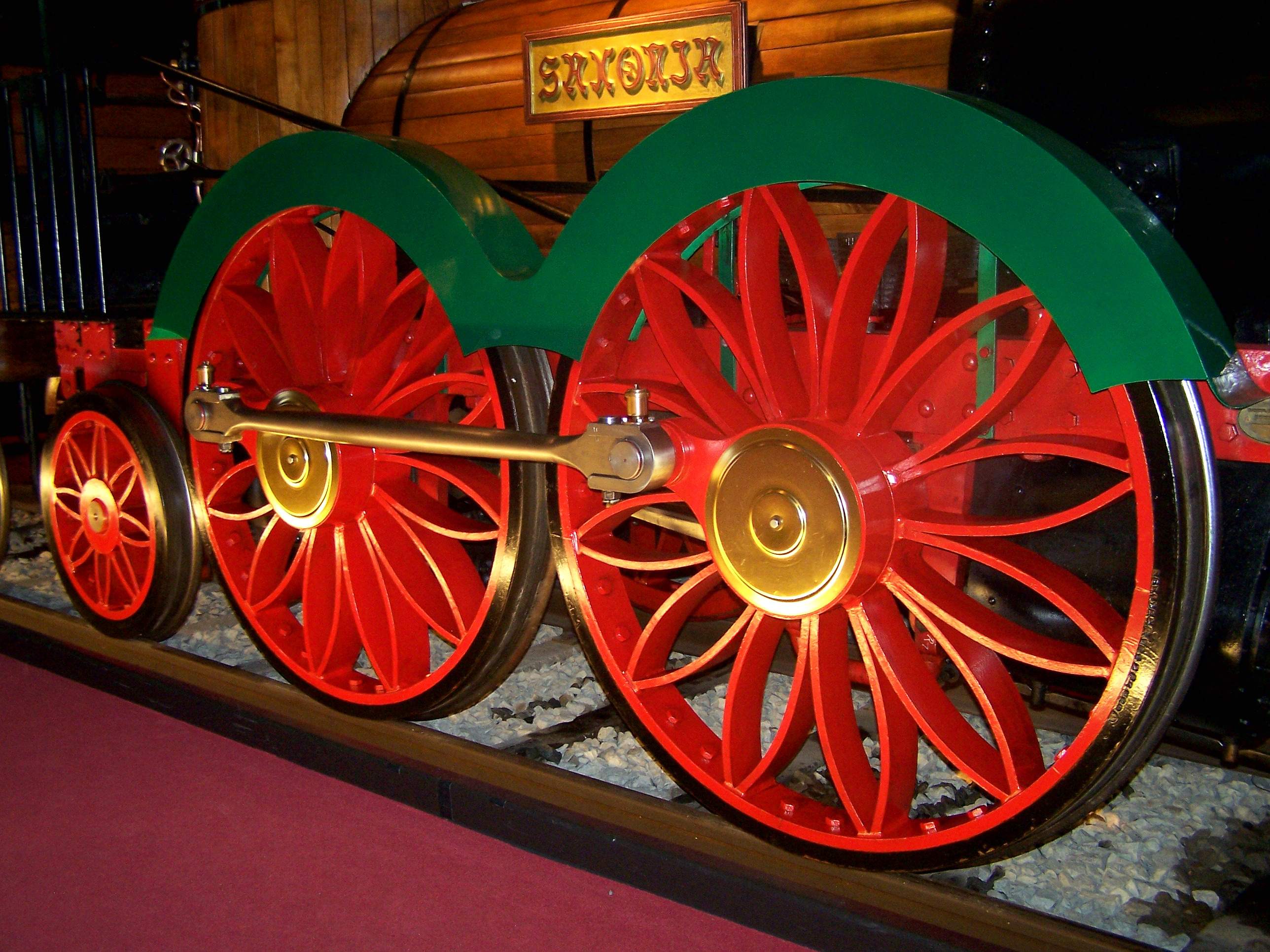
Dampflokomotive Saxonia mit zwei gekuppelten Radsätzen und Innentriebwerk, der mittlere Radsatz ist der Treibradsatz, die Zylinder liegen unter der Rauchkammer vor der ersten Achse; den Stehkessel stützt eine zusätzliche (Laufachse)

Der Stangenantrieb ist eine Form der Kraftübertragung vom Antrieb wie dem Zylinder bei dampfbetriebenen oder dem Fahrmotor bei elektrischen und thermischen Triebfahrzeugen auf die Treibradsätze.
Bei klassischen Kolbendampflokomotiven (siehe nebenstehend obere Abbildung) wird die Hin- und Herbewegung der Kolben im Zylinder durch Zwischenschalten von Treibstangen (Schubstange) in eine Drehbewegung des Treibradsatzes umgeformt.
Bei elektrischen und thermischen Triebfahrzeugen findet keine Umformung der Bewegungsart statt. Der Motor, die Getrieberäder und die Treibräder führen vollständige Drehungen aus. Anstatt für die Übertragung zwischen Motor und Teibrädern weitere Zwischenzahnräder zu benutzen, werden hier auch Treibstangen verwendet. Eine solche kann nämlich die Richtung zwischen ihren Anlenkpunkten ohne Nachteil leicht ändern und somit die Relativbewegung zwischen Antriebswelle und Treibradwelle infolge der Federung des Fahrzeugrahmens ausgleichen. Sie ist nur leicht schräg (siehe nebenstehend untere Abbildung: Schrägstangenantrieb) angeordnet, bewegt sich also vorwiegend horizontal, d. h. vorwiegend senkrecht zur vertikalen Federung und leitet somit deren gelegentliche ruckartige Bewegung nicht zum Fahrzeugaufbau weiter.
Der Stangenantrieb wurde außer zur Verbindung mit der Kraftmaschine von Anfang an auch zur gegenseitigen Verbindung von Treibradsätzen verwendet (siehe nebenstehende dritte Abbildung). Man spricht in diesem Fall von einem Gruppenantrieb. Durch die vermehrte Kraftübertragung über weitere Räder wurde die Gefahr des Durchrutschens auf den Schienen (Schleudern) gemildert.
Andere Möglichkeiten als die Kraftübertragung mittels Stange sind Gruppenantriebe mit Kupplung der Radsätze durch Zahnradgetriebe oder Einzelachsantriebe mehrerer Radsätze mit je eigenem Motor.

## Begriffe und Funktionen
Der nachfolgend angewendete Begriff …lokomotive gilt sinngemäß auch für Triebwagen und generell auch für Triebfahrzeuge, bei denen eine Drehbewegung in eine andere Drehbewegung umgesetzt wird, also auch für thermische Kraftmaschinen (klassische Dampflokomotiven), deren eindimensionale Bewegung in eine Drehbewegung umzusetzen ist.

Die verschiedenen Ausführungen des Stangenantriebs sind Beispiele für technischen Gebilde, die im Allgemeinen Getriebe oder Mechanismen genannt werden. In der Eisenbahntechnik haben die Mechanismen und ihre Einzelteile oft eigene Namen, denen in der folgenden Abhandlung die im Maschinenbau allgemein benutzten Bezeichnungen beigefügt werden.
Treibradsatz (in der Schweiz Triebradsatz) oder Treibachse (in der Schweiz Triebachse):

Diese Bezeichnung ist insbesondere bei Dampflokomotiven für den direkt angetriebenen Radsatz üblich und wurde bei den wenigen Diesel- und elektrischen Lokomotiven mit Stangenantrieb übernommen. Bei Drei- und Vierzylindermaschinen können Außen- und Innenzylinder auf unterschiedliche Radsätze wirken, so dass es in diesen Fällen zwei Treibradsätze gibt.

Ein Treibradsatz fällt gegenüber einem Kuppelradsatz (s. u.) durch die stärkeren und fallweise auch längeren Treibzapfen an den Rädern und die massiveren Kuppelstangen (s. u.) auf, weil mit ihnen die gesamte Antriebsleistung zu übertragen ist. Die Ausgleichsmassen in den Radsternen sind wegen der größeren Masse der Treibstangen ebenfalls größer.
Kuppelradsatz oder Kuppelachse:

Ein Kuppelradsatz ist ein von einem Treibradsatz über Kuppelstangen (s. u.) indirekt angetriebener Radsatz. Sein Antrieb kann auch von einer Blindwelle (s. u.) aus erfolgen.
Treibstangen (in der Schweiz Triebstangen) (Koppel, Schubstange in einer Schubkurbel, s. u.)

verbinden die Kraftmaschine mit dem Treibradsatz. In der Frühzeit des elektrischen Eisenbahnbetriebes wurden die Fahrmotoren aus Platz- und Wartungsgründen oberhalb des Fahrzeugrahmens eingebaut, damit wurden für den Ausgleich des Höhenunterschiedes schräg verlaufende Treibstangen erforderlich (Schrägstangenantrieb, s. u.). Im Gegensatz zu Kolbendampflokomotiven mit geneigt angeordneten Zylindern, bei denen sich das Federspiel durch eine geringfügige Vergrößerung des schädlichen Raumes ausgleichen lässt, erfordert die Übertragung der Rotationsbewegung eines Elektromotores die Zwischenschaltung einer auf Achslagerhöhe im Rahmen gelagerten Blindwelle.

Der Mechanismus zur Umwandlung einer Schiebebewegung in eine Rotation heißt allgemein Schubkurbel

Der Mechanismus zur gegenseitigen Umwandlung von Rotationen heißt allgemein Doppelkurbel.
Kuppelstangen (Koppel)

verbinden die Räder zweier Radsätze miteinander. Ihre Funktion ist prinzipiell gleich wie die einer Treibstange.

Der Mechanismus zur gegenseitigen Umwandlung von Rotationen ist hier eine Sonderausführung einer Doppelkurbel mit der allgemeinen Bezeichnung Parallelkurbel. Dieser elegante Mechanismus hat den Nachteil, dass er mit großer Genauigkeit gefertigt und montiert werden muss, um in Strecklage nicht zu klemmen.
Die Kuppelstange kann am Kurbelzapfen der Antriebswelle oder der Blindwelle befestigt sein und treibt die Kuppelachsen an. Kuppelstangen können einen mit der Treibstange gemeinsamen Treibstift haben. Im Einzelfall Winterthur-Schrägstangenantrieb trägt die Kuppelstange den Treibstift für die Treibstange (siehe unten).

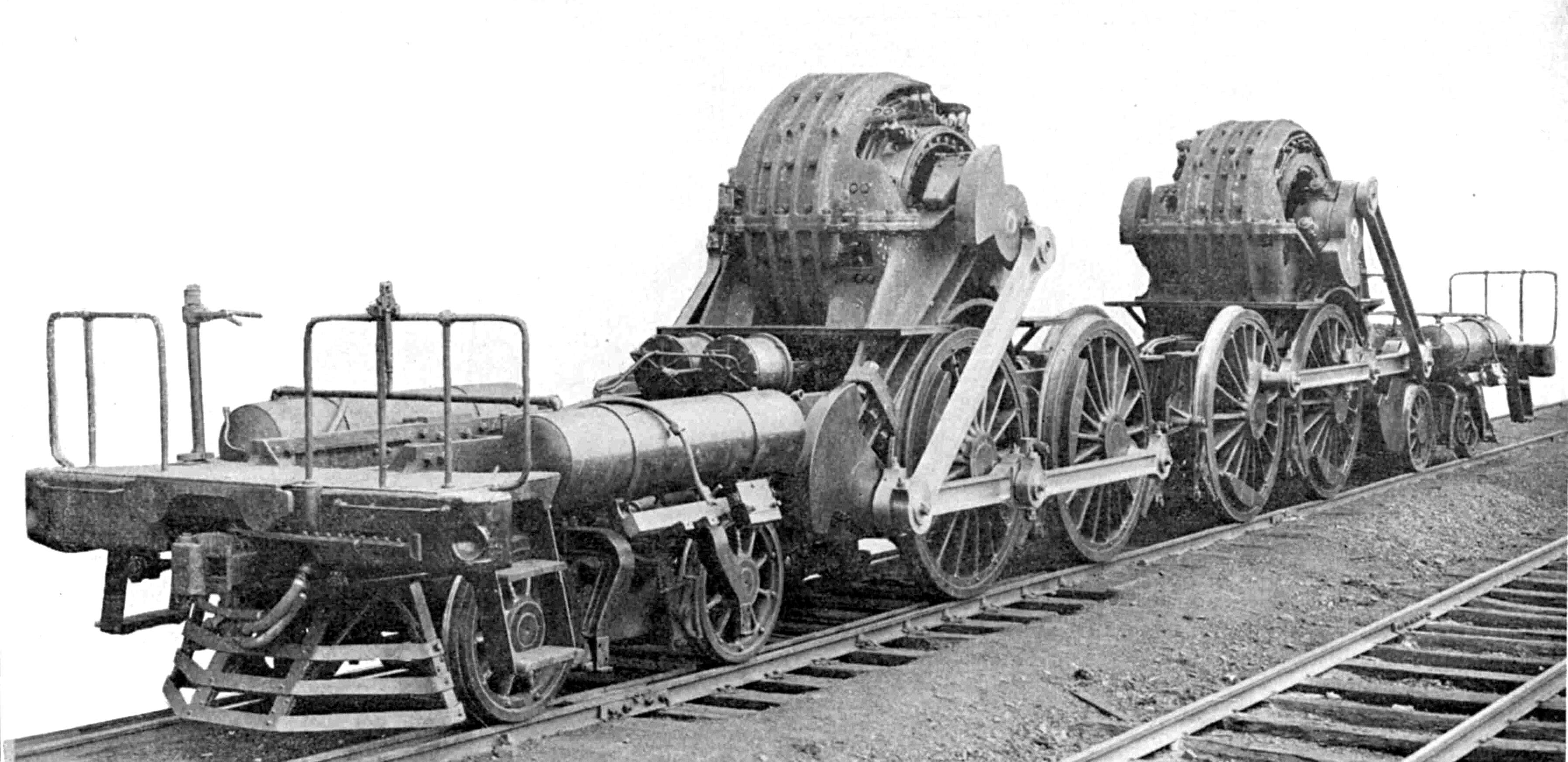
Doppellokomotive der Pennsylvania Railroad, 1911; Jeder der zwei Fahrmotoren wirkte mit beidseitigen Schrägstangen auf eine Blindwelle, diese mit Treibstangen auf den Treibradsatz und weiter mit Kuppelstangen auf einen Kuppelradsatz

Als Vorgelegewelle wird die Ausgangswelle des Rädergetriebes bezeichnet, das sich zwischen Motor und Kurbel der die Radachsen antreibenden Stange befindet.
Eine Blindwelle ist eine zusätzliche, zwischen der Antriebswelle und dem Treibradsatz eingefügte Welle. Der Antriebsmechanismus wird um zwei Teile (Blindwelle und eine weitere Antriebsstange) erweitert. Eine Blindwelle gehört in der Regel zur gefederten Masse.
Massenausgleich:

Bei stangengetriebenen Diesel- und elektrischen Lokomotiven ist der Massenausgleich wegen des Rotierens ihrer Kraftmaschinen durch an Wellen und Rädern mitrotierende Ausgleichsmassen nahezu vollständig erreichbar, bei Dampflokomotiven mit Zweizylindertriebwerk und den hin- und herbewegten Massen von Kolben und Kolbenstangen dagegen nur bis zu einem bestimmten Grad möglich. Die Stangen und Ausgleichsmassen der Gegenseite tragen dazu nichts bei, da die gegenseitig verdrehte Anlenkung (Kurbelversatz, s. u.) an den beiden Rädern einer Treibachse nicht 180°, sondern 90° ist. Bei Dreizylinderlokomotiven mit etwa 120° Kurbelversatz ist der Masseausgleich deutlich besser zu lösen, bei Vierzylinderlokomotiven ist ein nahezu vollständiger Ausgleich der hin- und hergehenden Massen erzielbar, allerdings um den Preis eines wartungsaufwändigen und schlecht zugänglichen Innentriebwerks.
Kurbelversatz:

Treib- und Kuppelstangen können nur eine in Stangenrichtung wirkende Kraft auf die Kurbelzapfen der Räder übertragen. Der Übertragungswinkel ist optimal (μ = 90°), wenn die Stange am Rad in Umfangsrichtung angreift. Wenn er mehr als halbiert wird (μ < 45°), ist er praktisch nicht mehr ausreichend groß. Bei μ = 0° ist überhaupt keine Kraftübertragung mehr möglich. Der Mechanismus befindet sich jetzt in einer Totlage. Zum Vermeiden dieses Mangels sind die Kurbeln auf beiden Seiten in Umfangsrichtung i. d. R. gegeneinander um 90° bzw. 270° versetzt, so dass immer eine Seite einen ausreichenden Übertragungswinkel hat. Eine Totlage kann immer nur einer der beiden Antriebe einnehmen. Bei Dreizylinderdampflokomotiven wurde 120° Versatz gewählt. Das ist günstiger als beim Zweizylindertriebwerk, denn der praktisch wirksame Versatz tritt mehrmals mit 60° auf (beim Zweizylindertriebwerken mehrmals 90°). In einer Totlage steht hier immer nur einer von drei Zylindern.

## Dampflokomotiven und Dampftriebwagen
Bei Dampflokomotiven werden bis auf seltene Ausnahmen immer Treib- und Kuppelstangen zur Kraftübertragung verwendet, der Stangenantrieb ist hier praktisch Standard. Weitere Einzelheiten siehe in Dampflokomotive. Die Entwicklung von Einzelachsantrieben kam für Dampflokomotiven zu spät, damit wurden nur wenige Prototypen ausgerüstet.

## Elektrische und thermische Lokomotiven und Triebwagen

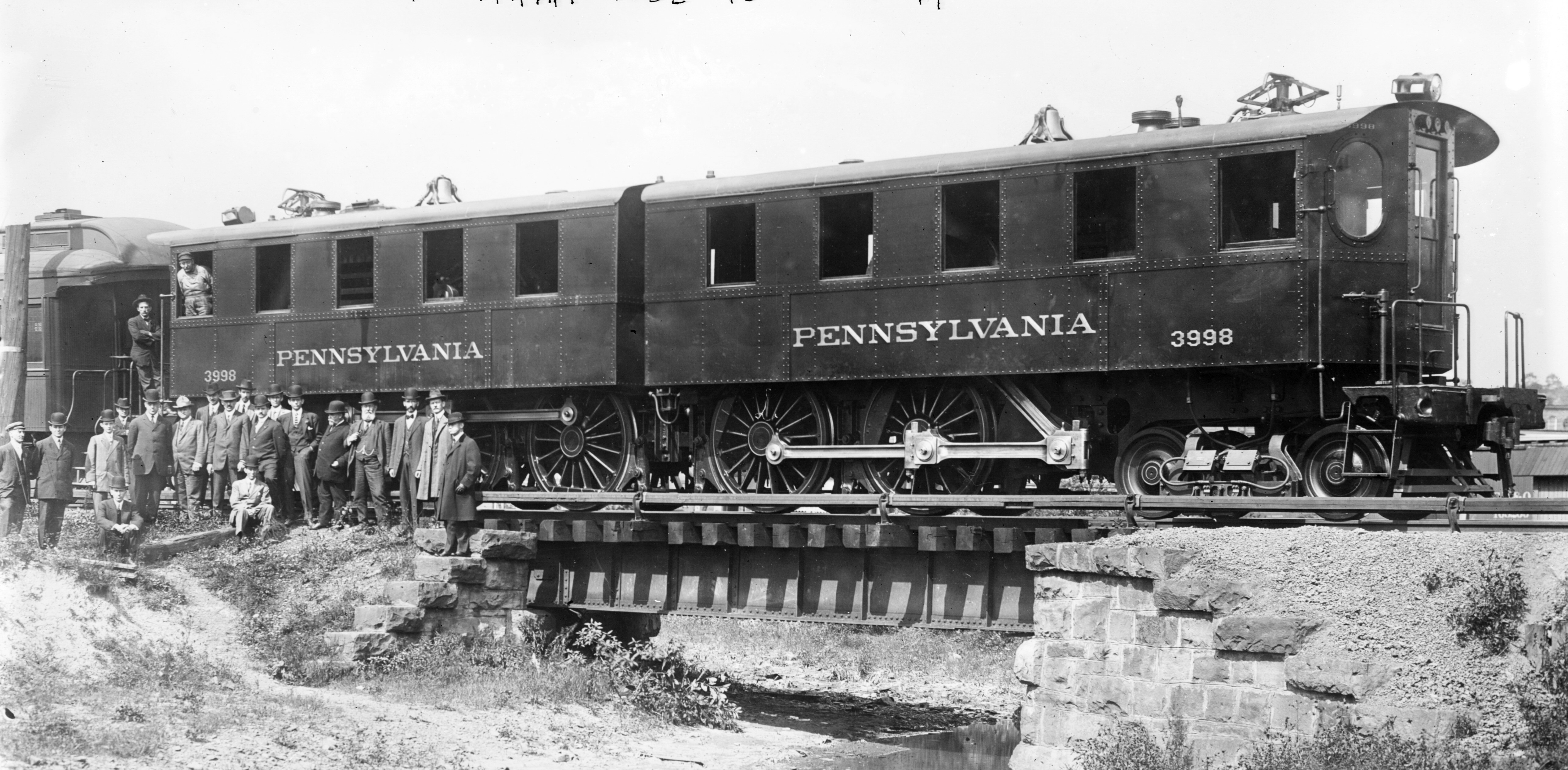
Doppellokomotive DD 1 der Pennsylvania Railroad (PRR), 1911

Die ersten größeren, mit Diesel- oder Elektromotoren angetriebenen Lokomotiven hatten zur Kraftübertragung vom Fahrmotor zu den Treibradsätzen und zum Ausgleich des Federspieles meist ein Gestänge, üblicherweise eine oder mehrere Treib- und Kuppelstangen. Mit dem Aufkommen hydraulischer und elektrischer Kraftübertragungen bezeichnete man die Lokomotiven mit Stangenantrieb zur begrifflichen Abgrenzung auch als Stangenlokomotiven.

### Schrägstangenantriebe

#### Schrägstangenantrieb mit hochliegendem Motor

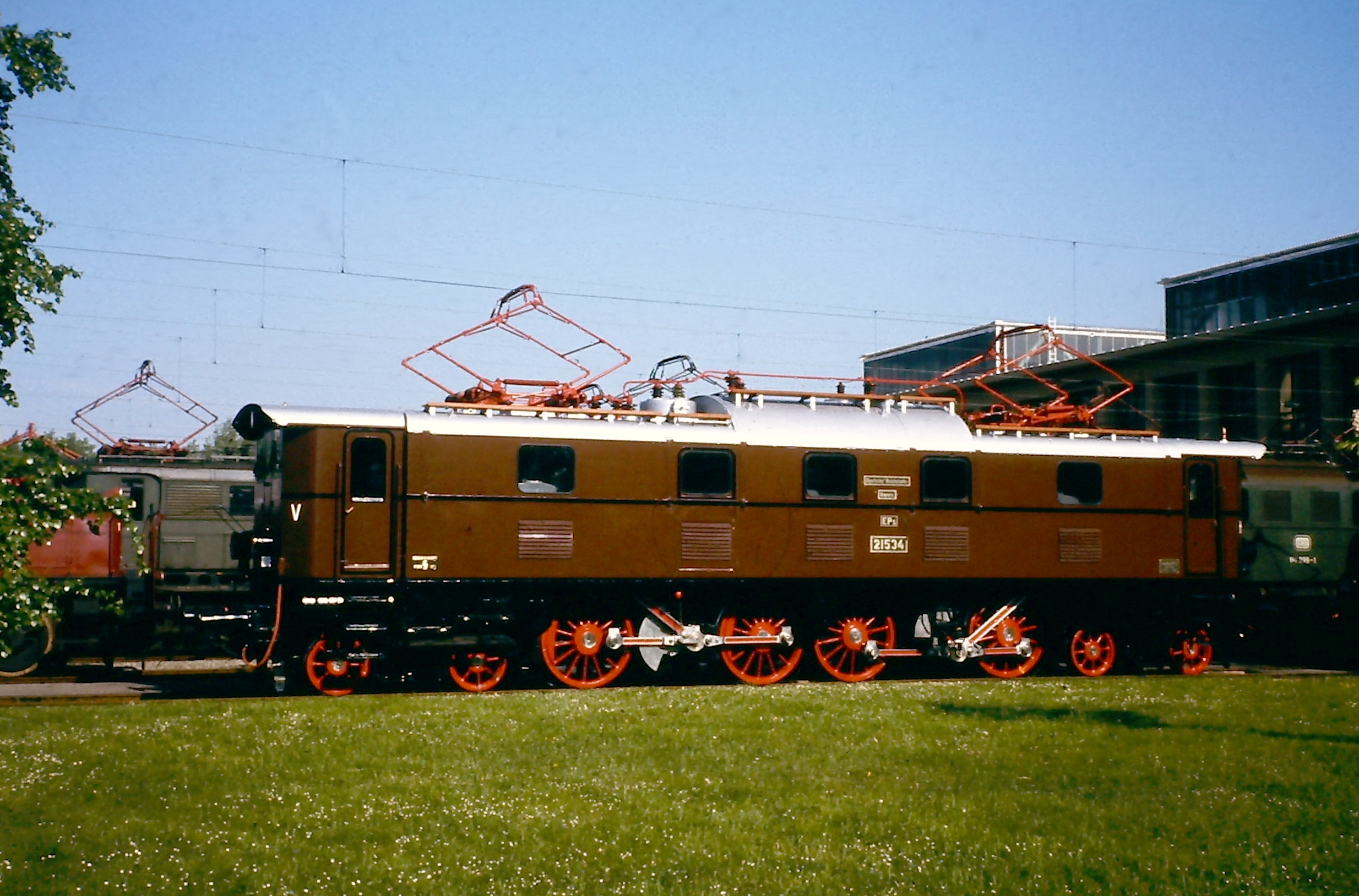
DR-Baureihe E 52, eine Stangen-Elektrolokomotive der DR mit Schrägstangen auf Blindwellen

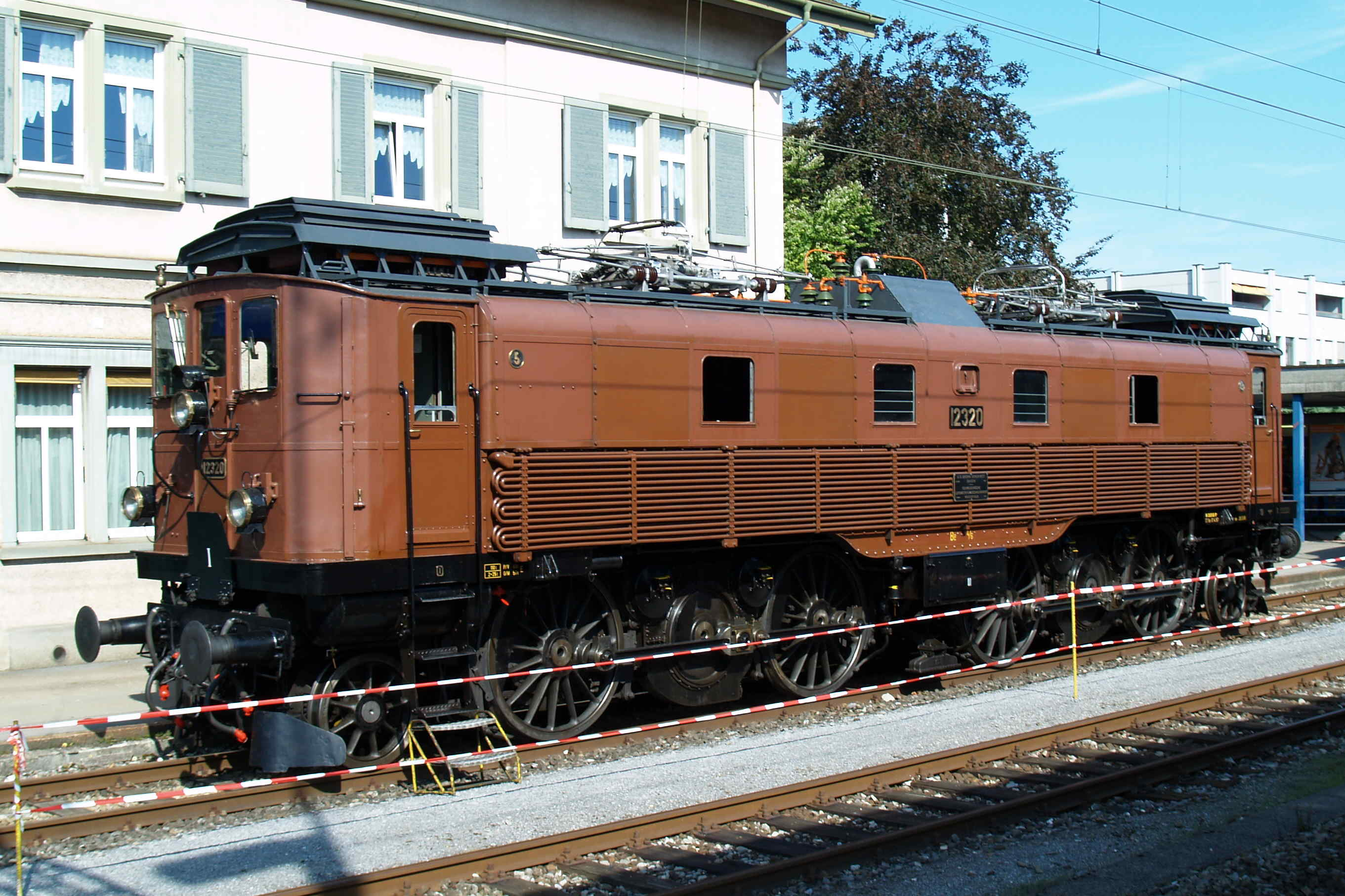
SBB Be 4/6 12303-12342, eine Stangen-Elektrolokomotive der SBB mit flachen Schrägstangen auf Triebachsen

Die ersten leistungsfähigen Elektrolokomotiven (insbesondere bei Wechselstrom) besaßen langsamlaufende Repulsionsmotoren. Diese nahmen wegen ihrer Größe nahezu den ganzen Querschnitt des Lokomotivkastens ein. Für die Übertragung der Antriebskraft wurden vielfach in einem Winkel von ungefähr 45° angeordnete Treibstangen angebracht. Es gab aber auch Lokomotiven mit fast senkrechten Treibstangen.
Die Treibstangen übertrugen die Kraft in den meisten Fällen auf eine auf Höhe der Achslager liegende Blindwelle, von der die Kraft mittels Kuppelstangen auf die benachbarten Radsätze übertragen wurde. Beispiele dafür sind die Preußische EP 235 oder die DR-Baureihe E 06. Auch nach der Einführung von kleineren, schnelllaufenden Gestellmotoren in Verbindung mit Vorgelegegetrieben wurde die Anordnung beibehalten, beispielsweise bei den Lokomotiven der DR-Baureihe E 52 und den Ge 2/4 (vor Umbau) der RhB.

#### Flacher Schrägstangenantrieb
Dieser Antrieb ist ebenfalls ein Antrieb mit zwei Fixpunkten, die aber fast bis ganz horizontal gelegt sind. Die Vorgelegewelle treibt dabei die Treibachse ohne Zwischenelement an. Beispiele dafür sind Fb 2x2/3 11302 der SBB, Be 4/6 12303-12342 der SBB und die Dampfturbinenlokomotive DR-Baureihe T 18.10.

#### Winterthur-Schrägstangenantrieb

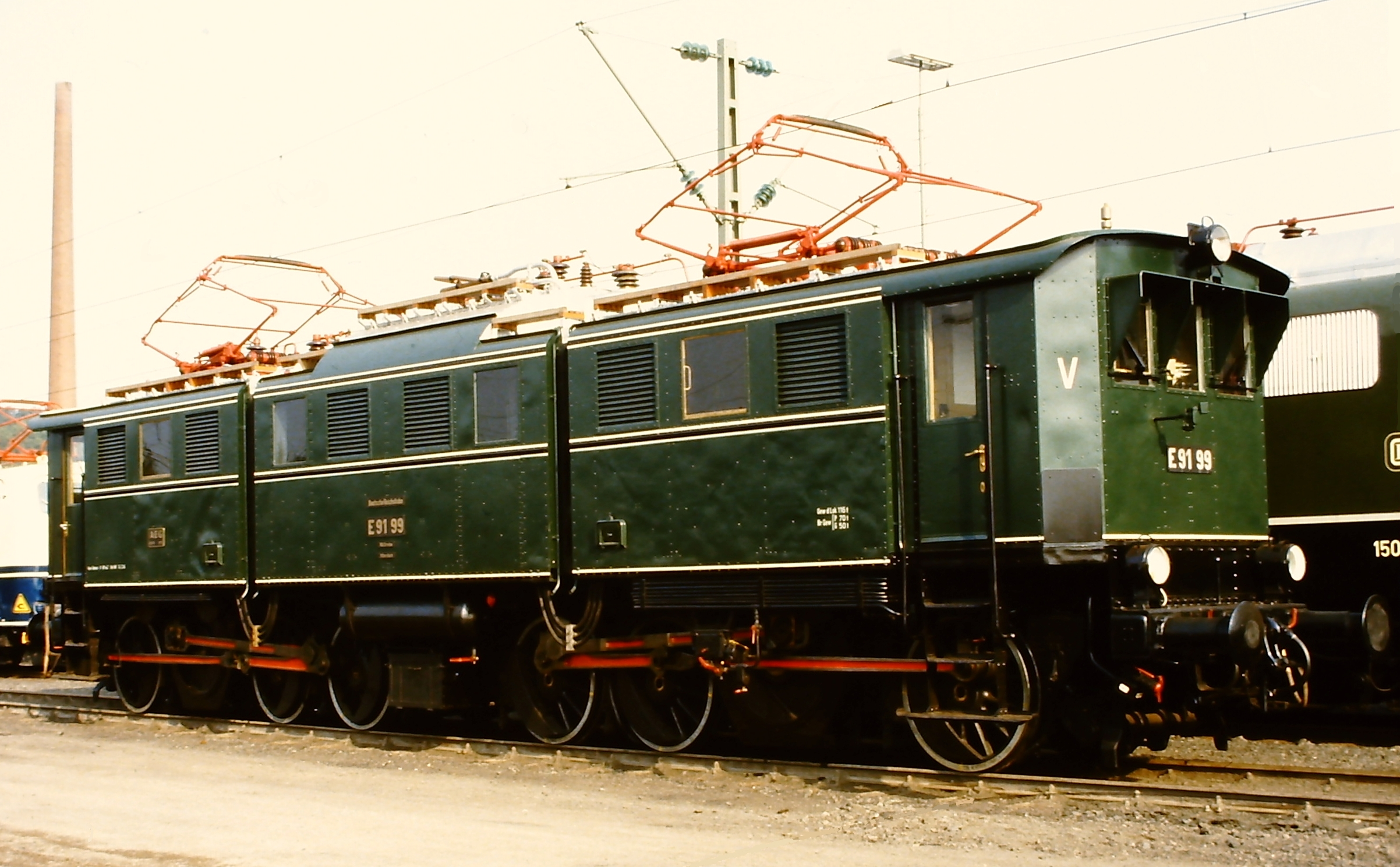
E 91 99 der Deutschen Reichsbahn mit Winterthur-Schrägstangenantrieb

Der Winterthur-Schrägstangenantrieb oder Winterthurer Schrägstangenantrieb ist ein im Aufbau einfacher Antrieb. Die Basis des Antriebs ist eine leicht nach oben versetzte Vorgelegewelle. Diese treibt eine einfache Treibstange an, die mit einer dreieckförmigen Kuppelstange verbunden ist. Die gesamte Geometrie des Antriebes kann vertikal in einer Ebene angelegt werden. Durch die Anordnung in einer Ebene ergibt sich aber, dass die Treibstangen nicht an den Kurbelzapfen des primären Treibradsatzes angelenkt werden können, sondern exzentrisch an den dreieckförmig ausgebildeten Kuppelstangen, was zu zusätzlichen mechanischen Beanspruchungen der Kuppelstange und der Kurbelzapfen der durch diese angetriebenen Radsätze führt. Dies manifestiert sich geräuschmäßig durch ein Knacken in den Wendepunkten. Nichtsdestotrotz war der Antrieb seiner Einfachheit wegen der meistverbreitete Stangenantrieb für elektrische Lokomotiven. Vorteilhaft sind die geringere Breite und die nicht erforderlichen, besonders massiv auszuführenden Kurbelzapfen eines einzelnen Treibradsatzes wie bei Dampflokomotiven.
Ein sehr frühes Beispiel war die Ce 6/6 121 der BLS, ein Einzelstück, aus dem Jahre 1910. Sie hatte eine für damalige Verhältnisse sehr hohe installierten Leistung von 1470 kW (2000 PS). Weitere Beispiele sind die Ce 6/8I, Ce 6/8III und verschiedene Ee 3/3 der SBB, Ge 6/6I der Rhätischen Bahn sowie die E 60, E 63, E 75, E 77 und E 91 der Deutschen Reichsbahn.

### Schlitztreibstangen
Eine Schlitztreibstange verbindet drei Kurbelzapfen. Auf den äußeren Kurbelzapfen ist dabei die Stange, die in der Regel dreieckförmig ausgebildet ist, unverschiebbar gelagert. Der mittlere Treibzapfen ist in Idealstellung der beiden äußeren Kurbelzapfen zum Ausgleich des Federspieles vertikal verschiebbar in einer schlitzförmigen Aussparung gelagert. Neben kleinen, durch die Reibung im Kurbelzapfenlager des Schlitzes oder durch eine gleislagenabhängige Schrägstellung des Schlitzes übertragenen Vertikalkräften werden nur Horizontalkräfte übertragen. Der Nachteil der Schlitzstange ist ihr, verglichen mit einer an zwei Punkten gelagerten Treibstange, größeres Volumen und damit ihre größere Masse. Ein weiterer Nachteil ist der größere Unterhaltsaufwand.
Durch die voluminöse Ausbildung der Treibstange sind Kuppelstangen für weitere angetriebene Achsen immer an der Stange und nicht am jeweiligen Kurbelzapfen angelenkt.
Idealerweise wird dabei die Kuppelstange vertikal auf der Idealstellung des Kurbelzapfens (das heißt in der Position bei ebener Gleislage) der durch die Schlitztreibstange angetriebenen Achse angeordnet.

#### Schlitztreibstange auf zwei Treibradsätzen

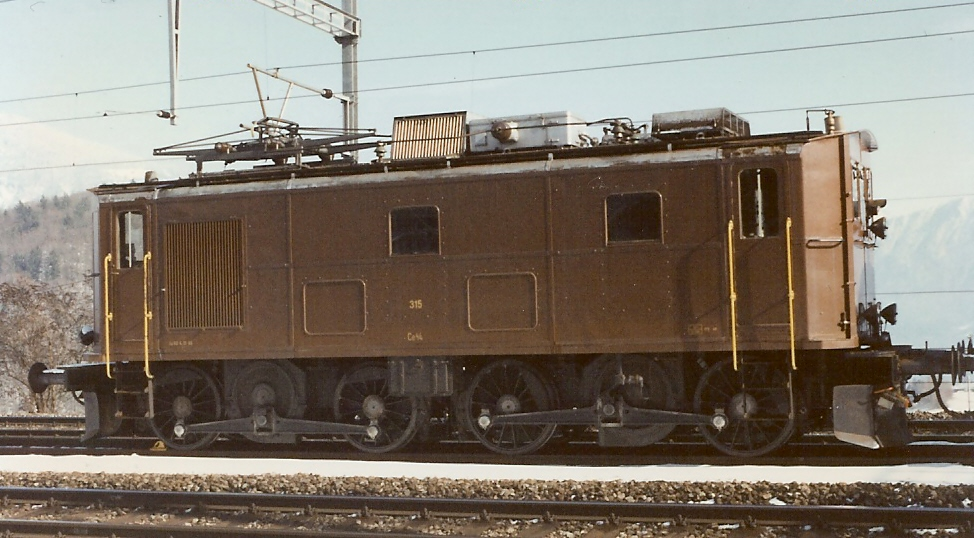
Ce 4/4, eine Stangen-Elektrolokomotive der BLS mit Schlitztreibstange auf zwei Treibachsen

Bei dieser Art übernehmen die Kurbelzapfen zweier Treibradsätze die Funktion der festen Lager. Die schlitzförmige Lagerung ist dem Kurbelzapfen der Vorgelegewelle übertragen. Dadurch ergibt sich je nach Gleislage eine Auslenkung aus der vertikalen Lage des Schlitzes bezüglich des im Rahmen fest gelagerten Antriebs. Diese Art des Antriebs wurde z. B. bei der Preußischen EG 511 bis EG 537, den Bayerischen EG 2, beim Prototyp Fb 2x2/3 11301 der SBB oder bei der Ce 4/6 der BLS sowie einigen Triebwagen wie den Preußischen ET 831 bis ET 842 verwendet.

#### Schlitztreibstange auf Treibradsatz und Blindwelle

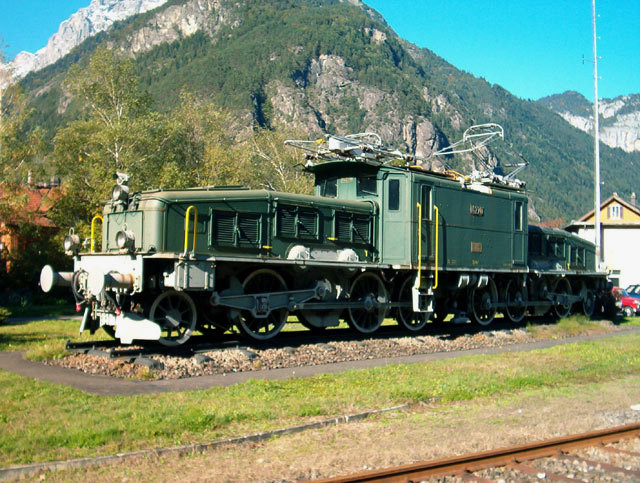
Denkmallok Ce 6/8^{II} 14270
Schlitztreibstange auf Treibradsatz und Blindwelle

Diese Art kam zur Anwendung bei der Lokomotive Ce 6/8II der SBB. Den einen festen Punkt übernahm dabei die Vorgelegewelle, den andern eine Blindwelle, die anfänglich sogar horizontal drehbar bezüglich des Rahmens gelagert war. Auch bei dieser Anwendung war die vertikale Lage des Schlitzes zum Gleis fast immer gewährleistet. Dieser Antrieb war die Antwort der Industrie auf das von der SBB vermutete unbefriedigende kinematische Verhalten des Winterthur-Schrägstangenantriebes, der bei der Ce 6/8I der SBB eingesetzt wurde. De facto hieß das also, dass vor der Inbetriebsetzung der Ce 6/8I diese Zweifel schon vorhanden waren. Tatsächlich erwies sich diese Art des Antriebs dann auch als sehr laufruhig.

#### Schlitztreibstange auf eine Treibachse

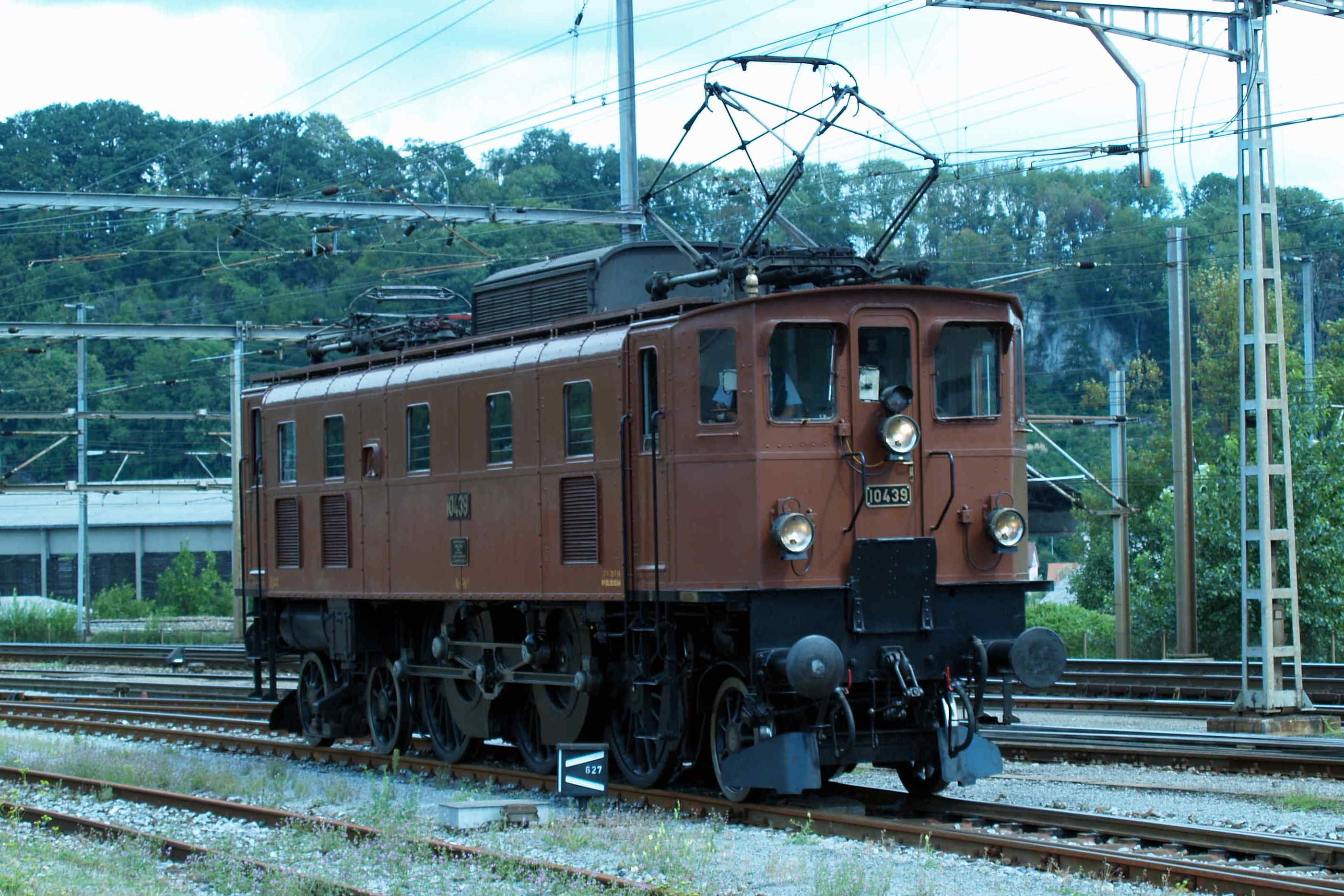
Ae 3/6^{II}, eine Stangen-Elektrolokomotive der SBB mit Schlitztreibstangen von zwei Vorgelegewellen auf eine Treibachse

Da die im Lokomotivrahmen fest gelagerten Motoren und Vorgelegewellen beide feste Kurbelzapfen der Treibstange antreiben, ist die Vertikalstellung des Schlitzes bezüglich der Lokomotive hier immer senkrecht.
Diese Art kam bei Lokomotiven, bei denen zwei Vorgelegewellen in derselben Antriebseinheit vorhanden waren, zur Anwendung. Der Schlitz befindet sich hier beim Kurbelzapfen der Triebachse.
Ein frühes Beispiel war die Fb 5/7 (später umbezeichnet auf Be 5/7) der BLS von 1913. Die für damalige Verhältnisse große installierte Leistung von 1840 kW (~ 2500 PS war auf zwei Motoren verteilt, die über Ritzel und Großzahnräder – wie oben beschrieben – zwei Vorgelegewellen antrieben, die durch eine offene, geschmiedete Dreiecktreibstange gemeinsam den mittlere Treibradsatz antrieben. Die dabei auftretenden Schwingungen führten mehrfach zu einem Verbiegen dieser Treibstangen. Erst der Einsatz eines verstärkten Dreieckrahmens schuf Abhilfe.
Bei Triebfahrzeugen für höhere Geschwindigkeiten wurden zusätzlich die Ritzel auf den Fahrmotorwellen abgefedert.
Weitere Beispiele dafür sind die Lokomotiven Fb 3/5 11201 und Ae 3/6II der SBB.

#### Kandó-Antrieb

Prinzipskizze des Kandó-Dreieckes

Eine ähnliche Konstruktion, jedoch ohne Schlitzkurbel, stellte der patentierte Kandó-Antrieb dar, der auf die Firma Ganz und ihren Konstrukteur Kálmán Kandó zurückging.
Für den Ausgleich des Federspiels zwischen Fahrmotoren und Radsätzen verwendete Kandó einen an den zur gefederten Masse zählenden Vorgelegewellen der Motoren angelenkten Gliederrahmen, die Verbindung zu den Treibrädern stellte das sogenannte Kandodreieck her. Der Vorteil dieser Konstruktion war, dass die aufwändig zu schmierenden Kulissen durch eine Kombination von Drehgelenken ersetzt werden konnten.
Angewendet wurde das System zum ersten Mal bei den FS-Drehstromlokomotiven der Baureihe E 552. Die Elektrifizierungsarbeiten der oberitalienischen Ferrovia Alta Valtellina führte die Firma Ganz aus. In Ungarn erschien dieses System durch die verspätete Fertigstellung der Lokomotive V50.001 erst später. Weitere bekannte Lokomotiven mit diesem Antrieb sind die der MÁV-Reihen V40 und V60.

#### Gelenkantrieb nach Bianchi

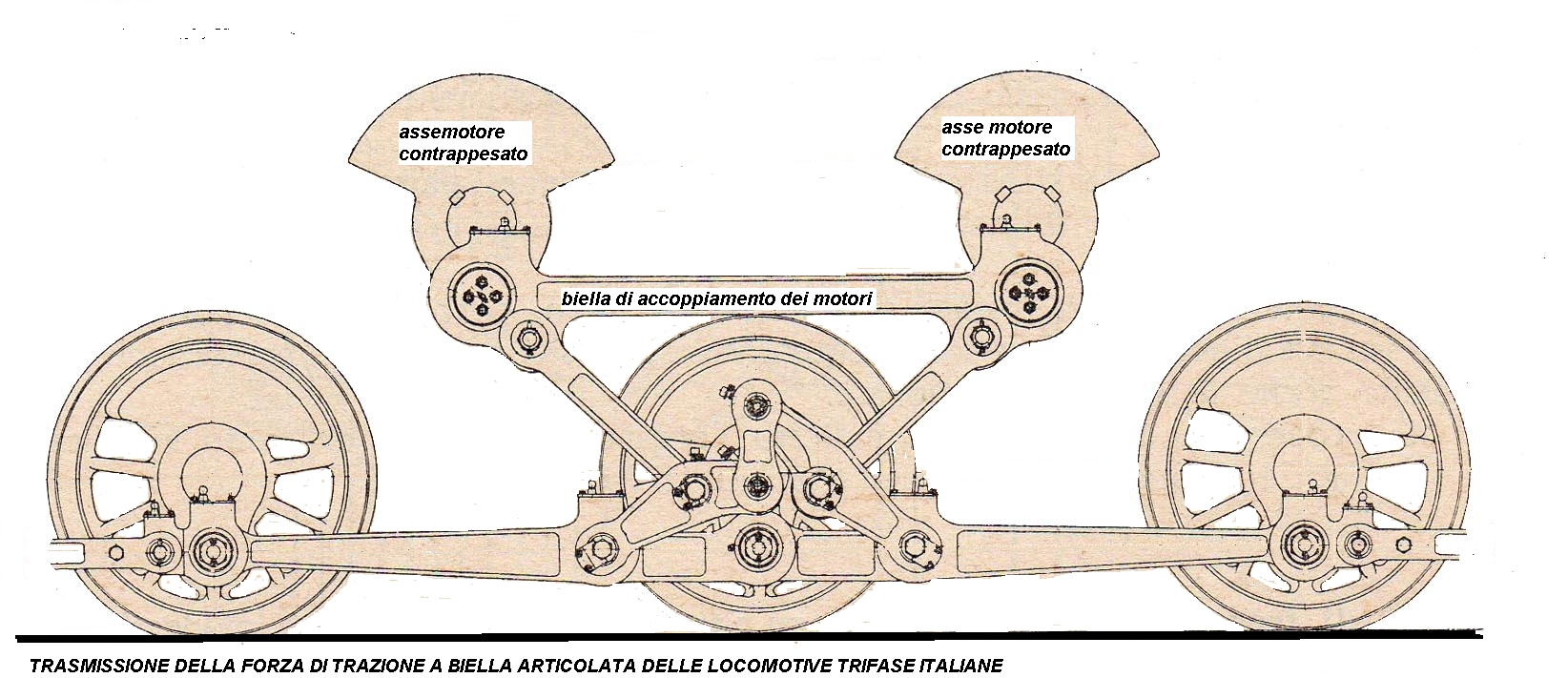
Prinzipskizze des Bianchi-Gelenkantriebes

Beim Gelenkantrieb nach Bianchi sorgte ebenso ein Hebelsystem für den Federspielausgleich zwischen Motor und Antriebsradsätzen. Statt des Kandó-Dreiecks bestand hier die Verbindung zwischen den Vorgelegewellen und der Treibachse aus einem Hebelsystem aus drei Gelenkhebeln. Diese drei Hebel umfassten mit sechs Druckpunkten den Treibzapfen des Antriebsrades und verhinderten die Einleitung vertikaler Kraftkomponenten. Auch hier konnte die Schmierung gegenüber einem Antrieb mit Kulisse wesentlich gemindert werden.
Angewandt wurde dieses System zum ersten Mal 1927 bei den elektrischen FS-Drehstromlokomotiven der Baureihe E 554, die in großer Stückzahl hergestellt wurden. Der von Giuseppe Bianchi entwickelte Stangenantrieb war nicht nur für die langsamfahrenden, für nur 50 km/h zugelassenen Güterzuglokomotiven bestimmt, sondern auch die Schnellzuglokomotiven der Reihe E 432, die für 100 km/h Höchstgeschwindigkeit zugelassen waren, hatten diese vielteilige Antriebskonstruktion.
Mehr als vier Jahrzehnte hat diese Getriebekonstruktion zuverlässig ihre Aufgaben erfüllt. Die letzten Lokomotiven mit dieser Antriebsbauart wurden 1976 mit der Einstellung des Drehstrombetriebes in Netz der oberitalienischen Ferrovia Alta Valtellina abgestellt und ausgemustert.